# Sitara Achakzai
Sitara Achakzai (alemany: Sitara Atschiksai)  (Afganistan, 1957 - Kandahar, 12 d'abril de 2009) va ser una política afgana-alemanya, activista pels drets de les dones i membre del consell provincial i parlament regional de Kandahar. Va ser assassinada pels talibans.
Resident a Alemanya des de principis de la dècada del 1980, el 2001, va retornar amb el seu marit a l'Afganistan, on inicia la seva labor com a activista pels drets humans. Com Malalai Kakar i Safia Amajan, Sitara Achakzai és considerada com una de les víctimes emblemàtiques del terrorisme talibà que busca apartar les dones de l'espai públic a Afganistan i Pakistan. El seu assassinat va ser a la ciutat de Kandahar a l'edat de 52 anys quan quatre homes en moto li haurien disparat al davant de casa seva.